# Rhaphidura (chi yến)
Rhaphidura là một chi chim trong họ Apodidae.

## Các loài
- Rhaphidura leucopygialis
- Rhaphidura sabini